# كلايد إل. هيرنغ
كلايد إل. هيرنغ (بالإنجليزية: Clyde L. Herring) هو سياسي أمريكي، ولد في 3 مايو 1879 في جاكسون في الولايات المتحدة، وتوفي في 15 سبتمبر 1945 في واشنطن العاصمة في الولايات المتحدة. حزبياً، نشط في الحزب الديمقراطي. وقد انتخب حاكم أيوا ‏ (12 يناير 1933 – 14 يناير 1937) وانتخب عضو مجلس الشيوخ الأمريكي.